# Airbus A³ Vahana
O A³ Vahana (Em sânscrito: Vāhana, ou Vahanam literalmente significa "veículo") foi uma aeronave eVTOL - Aeronave Elétrica de decolagem e pouso vertical, para uso pessoal financiada pela empresa A³ em parceria com a Airbus e a Airbus Urban Mobility. O projeto Vahana começou em 2016 como o primeiro projeto da A³, o posto avançado de projetos e parcerias do Grupo Airbus no Vale do Silício. O projeto foi encerrado em 2019.